# Torneo de Reserva 1995-96
El Torneo de Reserva 1995-96 fue la quincuagésimo quinta edición del certamen organizado por la Asociación del Fútbol Argentino.
Participaron un total de 18 equipos, todos participantes de la Primera División 1995-96.
El certamen no terminó de disputarse, por lo que no hubo campeón.

## Equipos
De los 20 equipos, participaron 18 en esta edición ya que Belgrano de Córdoba y Gimnasia y Esgrima de Jujuy desistieron:
| Equipo                      | Ciudad        |
| --------------------------- | ------------- |
| Argentinos Juniors          | Buenos Aires  |
| Banfield                    | Banfield      |
| Boca Juniors                | Buenos Aires  |
| Colón                       | Santa Fe      |
| Español                     | Buenos Aires  |
| Estudiantes de La Plata     | La Plata      |
| Ferro Carril Oeste          | Buenos Aires  |
| Gimnasia y Esgrima La Plata | La Plata      |
| Huracán                     | Buenos Aires  |
| Independiente               | Avellaneda    |
| Lanús                       | Lanús         |
| Newell's Old Boys           | Rosario       |
| Platense                    | Vicente López |
| Racing                      | Avellaneda    |
| River Plate                 | Buenos Aires  |
| Rosario Central             | Rosario       |
| San Lorenzo de Almagro      | Buenos Aires  |
| Vélez Sarsfield             | Buenos Aires  |

### Distribución geográfica de los equipos
| Región                 | Cant. | Equipos |
| ---------------------- | ----- | --- |
| Ciudad de Buenos Aires | 8     | Argentinos Juniors, Boca Juniors, Español, Ferro Carril Oeste, Huracán, River Plate, San Lorenzo de Almagro y Vélez Sarsfield |
| Conurbano bonaerense   | 5     | Banfield, Independiente, Lanús, Platense y Racing                                                                             |
| Provincia de Santa Fe  | 3     | Colón, Newell's Old Boys y Rosario Central                                                                                    |
| Ciudad de La Plata     | 2     | Estudiantes de La Plata y Gimnasia y Esgrima La Plata                                                                         |

## Sistema de disputa
Se llevó a cabo en dos ruedas, por el sistema de todos contra todos, invirtiendo la localía. La tabla final de posiciones del torneo se estableció por acumulación de puntos.

## Tabla de posiciones
| Pos. | Equipo                      | Pts. | J  | DG  | GF |
| ---- | --------------------------- | ---- | -- | --- | -- |
| 1.°  | Newell's Old Boys           | 63   | 32 | 25  | 46 |
| 2.°  | Lanús                       | 60   | 34 | 22  | 55 |
| 3.°  | Rosario Central             | 58   | 32 | 18  | 46 |
| 4.°  | River Plate                 | 56   | 29 | 31  | 65 |
| 5.°  | Independiente               | 53   | 30 | 16  | 53 |
| 6.°  | Vélez Sarsfield             | 53   | 29 | 16  | 38 |
| 7.°  | Ferro Carril Oeste          | 50   | 30 | 14  | 43 |
| 8.°  | Huracán                     | 50   | 32 | 6   | 49 |
| 9.°  | Racing                      | 44   | 33 | -5  | 46 |
| 10.° | San Lorenzo de Almagro      | 39   | 31 | -12 | 38 |
| 11.° | Dep. Español                | 38   | 33 | -15 | 43 |
| 12.° | Boca Juniors                | 34   | 30 | 0   | 44 |
| 13.° | Colón                       | 34   | 31 | -20 | 36 |
| 14.° | Estudiantes de La Plata     | 31   | 32 | -11 | 33 |
| 15.° | Argentinos Juniors          | 30   | 31 | -18 | 27 |
| 16.° | Gimnasia y Esgrima La Plata | 23   | 28 | -11 | 27 |
| 17.° | Platense                    | 23   | 31 | -27 | 29 |
| 18.° | Banfield                    | 19   | 28 | -29 | 34 |